# جينو لوري
جينو لوري (بالإيطالية: Gino Lori)‏ هو دراج إيطالي، ولد في 3 يناير 1956 في بارما في إيطاليا.

## وصلات خارجية
- جينو لوري على موقع أرشيف الدراجات (الإنجليزية)
- جينو لوري على موقع إحصائيات الدراجات الإحترافية (الإنجليزية)
- جينو لوري على موقع CycleBase (الإنجليزية)
- جينو لوري على موقع اللجنة الأولمبية الدولية (الإنجليزية)
- جينو لوري على موقع أوليمبيديا (الإنجليزية)